# Fliegerhorst Landsberg/Lech

i7
i11
i13
Der Fliegerhorst Landsberg/Lech (auch Fliegerhorst Penzing, ICAO-Code: ETSA) war ein Fliegerhorst der Bundeswehr im oberbayerischen Landkreis Landsberg am Lech. Er lag überwiegend innerhalb der Gemeinde Penzing, die Start- und Landebahn erstreckte sich bis auf die Gemarkung von Landsberg am Lech. Auf diesem Fliegerhorst waren zuletzt das Lufttransportgeschwader 61 (kurz LTG 61) sowie eine Werft des Luftwaffeninstandhaltungsregiments 1 beheimatet. Daneben betrieben die Flugsportgruppe Landsberg e. V. und der Fliegerclub Landsberg/Penzing e. V. einen zivilen Sport- und Segelflugbetrieb. Seit August 2020 ist die Zulassung als Flugplatz erloschen.

## Geschichte

### Bau und Nutzung im Zweiten Weltkrieg
Ab dem Jahr 1935 wurde im Deutschen Reich offiziell wieder eine Luftwaffe aufgebaut. In ganz Deutschland wurden geeignete Plätze zur Errichtung von Flugplätzen gesucht. Penzing bot sich aufgrund der günstigen geografischen Lage, Navigations- und technischen Aspekten an. Im Jahr 1935 begann der Bau mit der Planierung des Bodens. Im Frühjahr 1936 wurden erste Gebäude errichtet. Zum Transport von Baumaterialien und Treibstoff erhielt der Flugplatz 1936 einen Gleisanschluss vom Bahnhof Epfenhausen der Bahnstrecke München–Buchloe. Eine erste Abteilung der Luftwaffe nahm am 10. Februar 1937 den Dienst in Penzing auf. Am 1. März 1937 begann der reguläre Flugbetrieb.
Zu Beginn wurde das Kampfgeschwader 153 „Merseburg“ der Dornier Do 23 stationiert. Kurz vor Ausbruch des Krieges 1939 wurden die Maschinen durch Heinkel He 111 ersetzt und das Geschwader in Kampfgeschwader 51 „Edelweiß“ umbenannt. Einsätze erfolgten im Krieg an allen Fronten. Auf dem Fliegerhorst wurden angehende Luftfahrzeugführer ausgebildet.
Während Josef Kammhuber Kommodore des „Edelweißgeschwaders“ war, bombardierten am 10. Mai 1940 drei He 111 des Geschwaders irrtümlich Freiburg im Breisgau. Bei dem Angriff starben 57 Menschen.
Am 18. März 1944 wurden Landsberg und die Flughäfen Friedrichshafen, München, Oberpfaffenhofen, Lechfeld, und Memmingen von insgesamt über 700 US-Bombern angegriffen.
Von Juli 1944 bis April 1945 wurde auf dem Fliegerhorst das KZ-Außenlager Landsberg betrieben. Dort wurden hauptsächlich französische KZ-Häftlinge interniert. Unter den Gefangenen befand sich auch der spätere Physik-Nobelpreisträger Georges Charpak. Anlässlich der 50. Jahrfeier der Befreiung des KZ-Außenlagerkomplexes Kaufering wurde am 1. Mai 1995 eine deutsch/französische Gedenktafel, gestiftet von der Bürgervereinigung, gemeinsam von Anton Posset und Marcel Miquet, dem Vizepräsidenten der Organisation „Amicale des Anciens de Dachau“ an der Turnhalle im Fliegerhorst eingeweiht.
Gegen Ende des Krieges wurde der Fliegerhorst Penzing zweimal von B-17--Bombern der amerikanischen Luftwaffe angegriffen. Dabei wurden drei Hangars, die Start- und Landebahn sowie die Zufahrtswege zerstört und viele Flugzeuge beschädigt. In den letzten Kriegstagen wurden die besten deutschen Radartechniker nach Penzing gebracht.
Der Fliegerhorst wurde durch eine US-Panzerdivision am 28. April 1945 besetzt, die Alliierten bezeichneten ihn fortan als Airfield R.78.
Die folgende Tabelle zeigt die vollständige Auflistung aller fliegenden aktiven Einheiten (ohne Schul- und Ergänzungsverbände) der Luftwaffe der Wehrmacht die hier zwischen 1937 und 1945 stationiert waren.
| Von            | Bis            | Einheit                                                       | Ausrüstung                                                   |
| -------------- | -------------- | ------------------------------------------------------------- | ------------------------------------------------------------ |
| März 1937      | April 1939     | Stab, I./KG 255 (Stab und I. Gruppe des Kampfgeschwaders 255) |                                                              |
| Mai 1939       | Juni 1940      | Stab/KG 51                                                    | Dornier Do 17M, Heinkel He 111H, Junkers Ju 88A              |
| Mai 1939       | August 1939    | I./KG 51                                                      | Dornier Do 17M, Heinkel He 111H                              |
| Oktober 1939   | Oktober 1939   | III./KG 27                                                    | Heinkel He 111P                                              |
| September 1939 | September 1939 | I./KG 30                                                      | Junkers Ju 88A                                               |
| November 1939  | Juni 1940      | III./KG 51                                                    | Heinkel He 111H, Junkers Ju 88A                              |
| Oktober 1941   | Januar 1942    | I./SKG 210 (I. Gruppe des Schnellkampfgeschwaders 210)        | Messerschmitt Bf 110                                         |
| November 1941  | Dezember 1941  | II./KG 54                                                     | Junkers Ju 88A                                               |
| Januar 1942    | Januar 1942    | 7.(H)/Aufkl.Gr. 12 (7. Staffel der Nahaufklärungsgruppe 12)   |                                                              |
| März 1942      | Juni 1942      | Stab, I., II./ZG 2                                            | Messerschmitt Bf 110C, Messerschmitt Bf 110E                 |
| Juli 1943      | August 1943    | I./KG 55                                                      | Heinkel He 111H-16                                           |
| August 1943    | September 1943 | Gefechtsverband Sigel                                         |                                                              |
| August 1944    | September 1944 | 2./NAGr. 13 (2. Staffel der Nachtaufklärungsgruppe 13)        | Focke-Wulf Fw 189A                                           |
| September 1944 | September 1944 | 1.(F)/Aufkl.Gr. 33 (1. Staffel der Fernaufklärungsgruppe 33)  | Junkers Ju 88S-3, Junkers Ju 188D-2, Messerschmitt Me 410A-1 |

### Landsberg Air Base
1945 wurde durch die United States Army Air Forces (USAAF) ein Behelfsflugplatz unter der Bezeichnung Advanced Landing Ground ALG R-54 Landsberg-East in Betrieb genommen. Am 17. Mai 1945 traf eine Kompanie der amerikanischen 843rd Engineer Aviation Battalion ein, um den Flugbetrieb wiederherzustellen. Dementsprechend wurde eine hohe Priorität auf die Instandsetzung der Start- und Landebahn gelegt. Nach der Reparatur wurden von einer Air Depot Group auch die anderen Gebäude wieder errichtet und im Januar 1946 konnte die Instandsetzung durch das 862nd Engineer Battalion abgeschlossen werden.
Im Jahr 1947 wurde die 7280th Air Base Group in Penzing als unterstellte Einheit des Fliegerhorstes Erding stationiert. Im Jahr 1949 erhielt der Fliegerhorst den Titel Landsberg Air Base und fungierte nun unter dem Kommando der 2nd Air Division. Am 1. Mai 1950 wurde zudem noch die 7030th Headquarters Support Group nach Landsberg verlegt.
Im Jahr 1953 begann man mit der Einrichtung der 7351st Air Base Squadron, diese übernahm die Kontrolle über den Fliegerhorst am 1. Juli. Fast zwei Jahre später, am 1. April 1955, bereitete man ein Pilotentrainingszentrum vor. Die dazu eingerichtete 7351st Flying Training Group wurde ausgebaut und schließlich am 1. Oktober in die 7351st Flying Training Wing umbenannt. Zu diesem Zeitpunkt waren sieben Geschwader auf dem Fliegerhorst stationiert, der Musiker Johnny Cash leistete während dieser Zeit seinen Wehrdienst auf dem Fliegerhorst ab.
Nach dem Eintritt Westdeutschlands in die NATO im Jahr 1955 begann der erneute Wiederaufbau der Luftwaffe. Man begann mit der Errichtung neuer Flugplätze und Trainingsmöglichkeiten für deutsche Piloten. Unter anderem wurde Landsberg ausgewählt, um bei der Weiterbildung der deutschen Luftwaffe mitzuwirken. Am 4. Februar 1956 fand der erste Flug eines deutschen Piloten unter der Führung amerikanischer Instruktoren statt. Viele der zu schulenden Piloten waren Veteranen des Zweiten Weltkriegs. Sie hatten seit mehr als zehn Jahren kein Flugzeug mehr geflogen, zudem konnte kaum einer Erfahrungen mit den mittlerweile üblichen (Überschall-)Strahlflugzeugen vorweisen. Allerdings wurde der Umstieg auf die neuen Jets in den vorangegangenen zwei Jahren dadurch erleichtert, dass bereits Eingewöhnungsflüge auf amerikanischen Flugzeugmustern stattfanden.
Die neu errichtete Luftwaffe begann mit dem Aufbau des Pilotentrainings. Dazu wurden 40 Piper L-18A „Super Cub“ benutzt. Die erweiterte Ausbildung und die Überleitung auf Jets fand bei der amerikanischen Luftwaffe in Fürstenfeldbruck statt. Dort konnten von der Luftwaffe mehrere neue Lockheed T-33A „T-Bird“-Trainingsflugzeuge verwendet werden. Die ersten zehn Strahlflugzeugführer der Luftwaffe beendeten ihre Ausbildung am 24. September 1956. Als zusätzlicher Standort für die Ausbildung wurde fortan auch die Nellis Air Force Base in Nevada verwendet.
Die Ausbildung wurde bis 1958 fortgesetzt; anschließend wurden der Fliegerhorst an die Luftwaffe übergeben und die amerikanischen Geschwader abgezogen.

### Nutzung durch die Luftwaffe

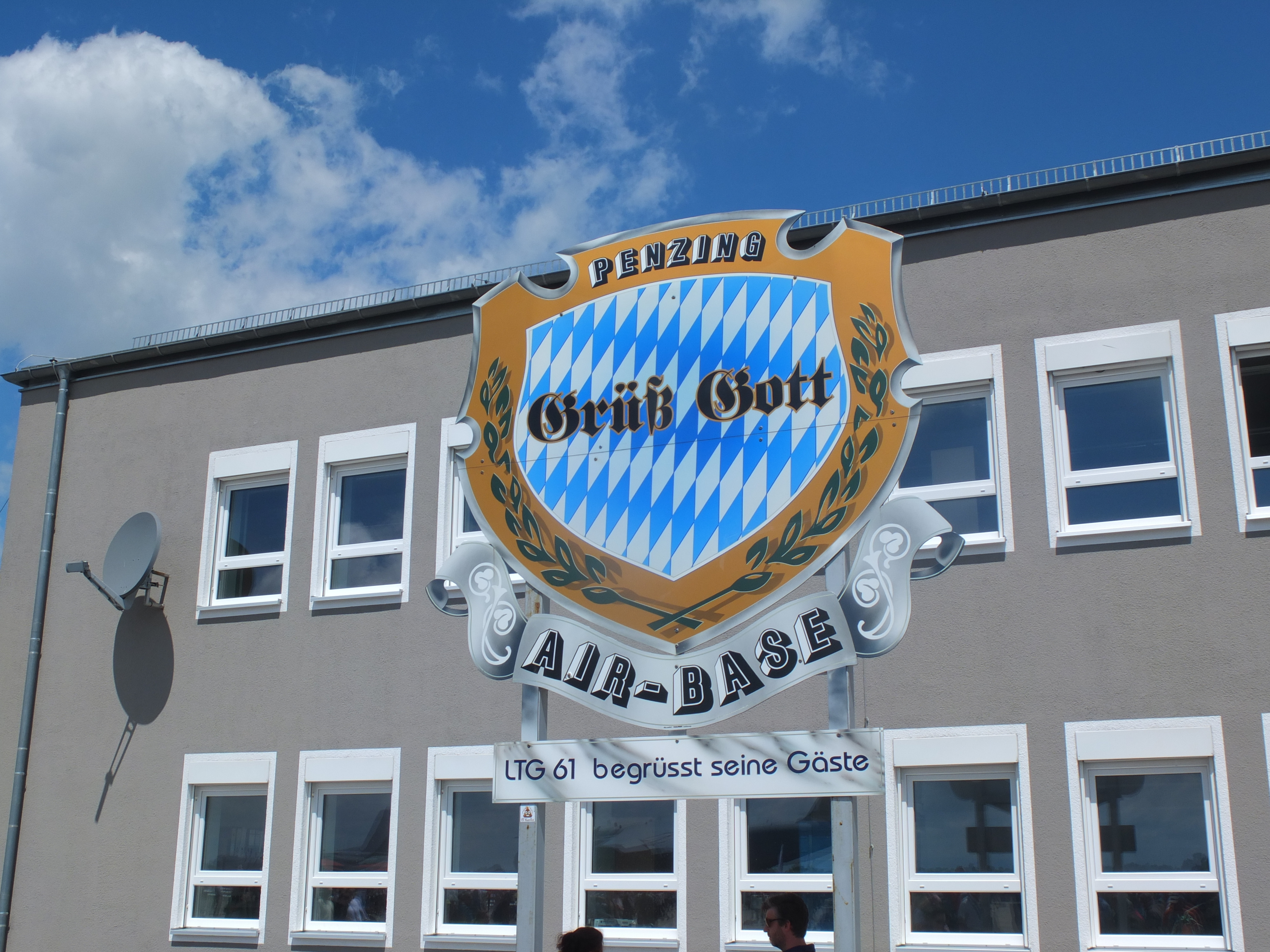
Begrüßungsschild auf dem Fliegerhorst Landsberg, 2016

Nach der Übergabe des Flugplatzes an die deutsche Luftwaffe wurde in Landsberg zuerst die Flugzeugführerschule A mit den Flugzeugtypen Fouga Magister und North American T-6 stationiert. Später folgte das Hubschraubertransportgeschwader 64 (HTG 64) mit seinen Bell UH-1D „Huey“. Ab 1966 standen hier auch zwei Search-and-Rescue-Hubschrauber bereit.
Im Jahr 1971 wurde das Lufttransportgeschwader 61 (LTG 61) vom Neubiberg auf den Fliegerhorst verlegt; es war seitdem Hauptnutzer des Fliegerhorsts. Im Jahr 1989 erfolgte schließlich die Verlegung der Flugabwehrraketengruppe 22 von Burbach auf den Fliegerhorst. Die letzten Soldaten des Nachkommandos der FlaRakGrp 22 verließen am 30. Juni 2016 den Fliegerhorst.
Im Rahmen des Fähigkeitstransfers der Hubschrauber zwischen Luftwaffe und Heer wurden die „Hueys“ Ende 2012 an das Transporthubschrauberregiment 30 abgegeben. Danach hielten die Heeresflieger noch einige wenige UH-1D am Standort Landsberg für SAR-Aufgaben in den Alpen vor, die jedoch Ende 2016, nach insgesamt 11.693 Rettungseinsätzen, zum Heeresflugplatz Niederstetten verlegt wurden.

### Auflösung des Lufttransportgeschwaders und Entwidmung
Der Umfang des Lufttransportgeschwaders 61 wurde zunächst verringert, mit der Indienststellung des Transportflugzeugs Airbus A400M in Wunstorf wurde es nach einer Übergangsphase zum 31. Dezember 2017 aufgelöst. Die verbliebenen Transall C-160 wurden an das Lufttransportgeschwader 63 in Hohn abgegeben.
Es war gemäß der Bundeswehrreform geplant, den Flugplatz bis Mitte 2018 zu nutzen, wobei der Flugbetrieb mit Transall Ende September 2017 eingestellt wurde. Danach verblieb lediglich eine technische Komponente zur Hochwertteilgewinnung am Standort. Die Liegenschaft in Landsberg sollte zunächst weiterhin im Bestand der Bundeswehr als Reserve vorgehalten werden und somit ggf. relativ einfach reaktiviert werden können.
Mit Wirkung vom 4. August 2020 entzog das Luftfahrtamt der Bundeswehr als zuständige Luftfahrtbehörde mit sofortiger Wirkung dem Fliegerhorst den Rechtsstatus als Militärflugplatz zusammen mit der Anlage- und Betriebsgenehmigung gem. § 48 Luftverkehrs-Zulassungs-Ordnung, zudem wurde der Bauschutzbereich nach § 12 Luftverkehrsgesetz aufgehoben.
Die Segelflieger der Flugsportgruppe sind zum Fliegerhorst Kaufbeuren, die Motorflieger zum Flugplatz Augsburg umgezogen.

## Fliegerhorst
Der Fliegerhorst wurde von der deutschen Luftwaffe betrieben. Er besitzt eine Start- und Landebahn mit den Lande- und Startrichtungen 252° (westlich) und 072° (östlich). In der Landerichtung 25 war ein Instrumentenlandesystem (ILS) der Betriebsstufe I installiert, zudem gab es ein TACAN mit der Kennung LAB (Kanal 58Y) und ein ungerichtetes Funkfeuer (Kennung LQ, 448 kHz) fünf Seemeilen östlich in Verlängerung der Start- und Landebahn; im Jahr 2018 wurden diese Anlagen nach und nach abgeschaltet.
Der Flugbetrieb wurde von der örtlichen Flugverkehrskontrolle mit den Rufzeichen „Landsberg Radar“ und „Landsberg Tower“ geleitet.

### Start- und Landebahn
Die Start- und Landebahn hat eine volle Länge von 2251 m, wobei nur 2066 m benutzbar sind. Sie besitzt mit den asphaltierten Schultern eine Breite von 60 m, wobei hier auch nur das mittlere betonierte Stück von 30 m Breite nutzbar war. Sie hat eine maximale Neigung von 0,24 %. In der Verlängerung der Bahn befindet sich die Anflugbefeuerung, zu beiden Anflugrichtungen, welche als weißes, einseitig strahlendes Hochleistungsfeuer (kurz: AFLS) (NATO-Standard) ausgelegt war. Zudem befinden sich zu beiden Anflugrichtungen noch sogenannte PAPI. Als Pistenrandbefeuerung befinden sich auf voller Länge der Bahn zweiseitig strahlende Hochleistungsfeuer.

## Einheiten auf dem Fliegerhorst
Auf dem Fliegerhorst waren verschiedene Einheiten der deutschen Luftwaffe stationiert:
- Teile des Waffensystemunterstützungszentrums
- Das Bundeswehr-Dienstleistungszentrum Landsberg
- Die Feuerwache Landsberg[13]

## Zwischenfälle
- Am 26. Juni 1975 prallte eine Douglas DC-3/C-47D der Luftwaffe (Luftfahrzeugkennzeichen 14+07) kurz nach dem Start vom Fliegerhorst Landsberg/Lech gegen eine Uferböschung des Lech nahe Kaufering. Die drei Besatzungsmitglieder kamen ums Leben. Ursache des Unfalls war ein mechanischer Ausfall nach Reparaturen.[14]

## Altlasten
Über mehrere Jahrzehnte wurden im Fliegerhorst PFAS-haltige Löschschäume bei Feuerwehrübungen eingesetzt, wodurch Schadstoffe ins Erdreich gelangten. Die Rückstände, deren Vorhandensein der Bundeswehr und den zuständigen Behörden seit Langem bekannt ist, haben mittlerweile das Grundwasser und das Quellwasser des Verlorenen Bachs belastet. Dies führte bereits 2013 zur Schließung eines Trinkwasserbrunnens bei Untermühlhausen aufgrund erhöhter PFAS-Werte. Auch der Verlorene Bach und der weitere Bachlauf der Friedberger Ach bis zur Donau weist mittlerweile PFAS-Rückstände auf. Die zuständigen Behörden entlang des Bachs haben daher eine Verzehrwarnung für Fische ausgesprochen.
Als erste Gegenmaßnahme hat die Bundesanstalt für Immobilienaufgaben eine Plane als Abdeckung über das Feuerlöschübungsbecken gelegt, um das Auswaschen von PFAS durch Regenwasser zu vermeiden. Diese Maßnahme ist jedoch nur bedingt wirksam, da der Grundwasserstrom weiterhin durch den belasteten Boden fließt und die Schadstoffe fortträgt. Langfristig ist eine vollständige Sanierung notwendig, die den Austausch des kontaminierten Erdreichs sowie das Abpumpen und Reinigen des Grundwassers umfasst. Entsprechende Maßnahmen befinden sich in Planung, eine konkrete Zeitschiene liegt jedoch nicht vor.